# Rafael Urdaneta (Valencia)
Pour les articles homonymes, voir Urdaneta.
Rafael Urdaneta est l'une des neuf paroisses civiles de la municipalité de Valencia dans l'État de Carabobo au Venezuela. Sa capitale est Valencia, chef-lieu de la municipalité et capitale de l'État, dont elle constitue l'une des huit divisions territoriales et l'ensemble des quartiers est et sud-est.

## Géographie

### Description
Rafael Urdaneta constitue de facto l'un des quartiers de la ville de Valencia qui est sa capitale, et notamment les quartiers à l'est et au sud-est Elle est limitée respectivement :
- au nord par la municipalité de San Diego dont elle est séparée par l'autoroute dite Regional del Centro.
- à l'est par la municipalité de Los Guayos ;
- à l'ouest par la paroisse civile de Santa Rosa marquée par le río Cabriales ;
- au sud-ouest par la paroisse civile de Miguel Peña ;
- au sud-est par la municipalité de Carlos Arvelo.

## Démographie
La paroisse civile abrite d'importants quartiers résidentiels méridionaux de Valencia, dont La Isabelica et Flor Amarillo.

## Transports
Le territoire paroissial abrite l'aéroport international Arturo Michelena.

## Économie
La paroisse civile abrite les plus importantes zones industrielles de l'agglomération de Valencia, et par là même, la plus importe concentration d'industries du pays, Valencia étant considérée comme le poumon industriel du Venezuela. Ces zones sont divisées en grands ensembles, parmi lesquels Oeste, Michelena, Municipal Sur, Municipal Sur II et El Recreo.